# Канадска прерија
Канадска прерија (енгл. Canadian Prairies; фр. Prairies canadiennes) је географски регион у западним и централним деловима Канаде који обухвата три провинције Манитобу, Алберту и Саскачеван које се често означавају и као „преријске провинције“. Под преријом се налазе и мање површине на крајњем северозапу Британске Колумбије.
Канадска прерија представља крајњи северни део континуираних северноамеричких низијских подручја обраслих травнатом вегетацијом која се протежу од залеђа Мексичког заливаа на југу до Стеновитих планина на северозападу. У Канади прерије се протежу између Стеновитих планина на западу и Канадског штита на истоку у дужини од 1.200 км, док је максимална ширина овог појаса 600 км. Укупна површина канадске прерије износу 360.000 км².
Прерија се одликује веома плодним тлом због ког је пољопривреда на високом степену развоја. Овај део се често означава и као „житница Канаде“.

## Прерија
Прерија представља низијску област обраслу зељастим биљкама (углавном травама) која је углавном без дрвећа. Права прерија у Канади обухвата једино јужне делове Алберте и Саскачевана те крајњи југозапад Манитобе. Највећи део поменутих провинција је прелазног карактера и прекривен је тајгом и шумостепом.
Према Кепеновој класификацији климата, већи део канадске прерије налази се у зони нешто сувље континенталне климе (Кепен Bsk) и тло је ту нешто слабије плодности и квалитета, док су јужни делови прерије у знатно влажнијем климату (Кепен Dfb) и то је уједно најважнији пољопривредни рејон Канаде.